# 清水幹夫
清水 幹夫（しみず みきお、1930年 - 2024年6月4日）は、元NHK、札幌テレビアナウンサー。北海道上川郡清水町出身。

## 経歴
北海学園大学短期大学部を卒業、1953年後期にNHKへ入局。帯広放送局でチーフアナウンサーを担当、その後1959年1月に札幌テレビ放送に入社、初代アナウンサーとして4月1日の放送第一声を発し、初代アナウンス課長も担当し「スタジオでは日本一のアナウンサーたれ、スタジオを出れば日本で最低のアナウンサーと考えよ」の心構えを説いた。課長時代に石橋雄哉等の初期アナウンサー陣や、徳光和夫等の新人研修を担当した。
後に1960年代後半に総務部副部長、1970年代に制作部長・アナウンス部長（後に前者専任）、1970年代中盤に函館放送局長、1980年代前半に大阪支社長、1985年より東京支社長、1986年3月より取締役東京支社長、1989年より常務取締役社長室長、1990年に顧問を歴任、1992年に顧問を退任。STV退社後は三角山放送局「土曜リレーエッセイ」のパーソナリティも担当した。
2022年時点では小樽市在住で、同年12月15日放送の「北海道ライブ あさミミ!」にてSTVラジオ開局60周年を記念して出演し、ラジオ開局当時の様子のインタビューやラジオへの思いの朗読が放送された。
2024年6月4日、心不全により93歳で死去。